# Bestuurlijke indeling van Chili
Chili is sinds zijn ontstaan in de 19e eeuw ingedeeld in provincies. Dat zijn er 56. In 1974 werden de provincies gegroepeerd in regio's; dat zijn er zestien. De provincies zijn opgedeeld in 346 gemeenten.
| Schema van de bestuurslagen van Chili | Schema van de bestuurslagen van Chili | Schema van de bestuurslagen van Chili          | Schema van de bestuurslagen van Chili |
| --- | ------------------------------------- | ---------------------------------------------- | ------------------------------------- |
| Republiek Chili - República de Chile | 15 regio's - region                   | 74 provincies - provincia waaronder Paaseiland | gemeenten[a] - comuna                 |
| - a: De gemeente Antártica in de provincie Antártica Chilena in de regio Magallanes y la Antártica Chilena is de niet-algemeen erkende claim van Chili op een deel van Antarctica. |                                       |                                                |                                       |

Regio's van Chili

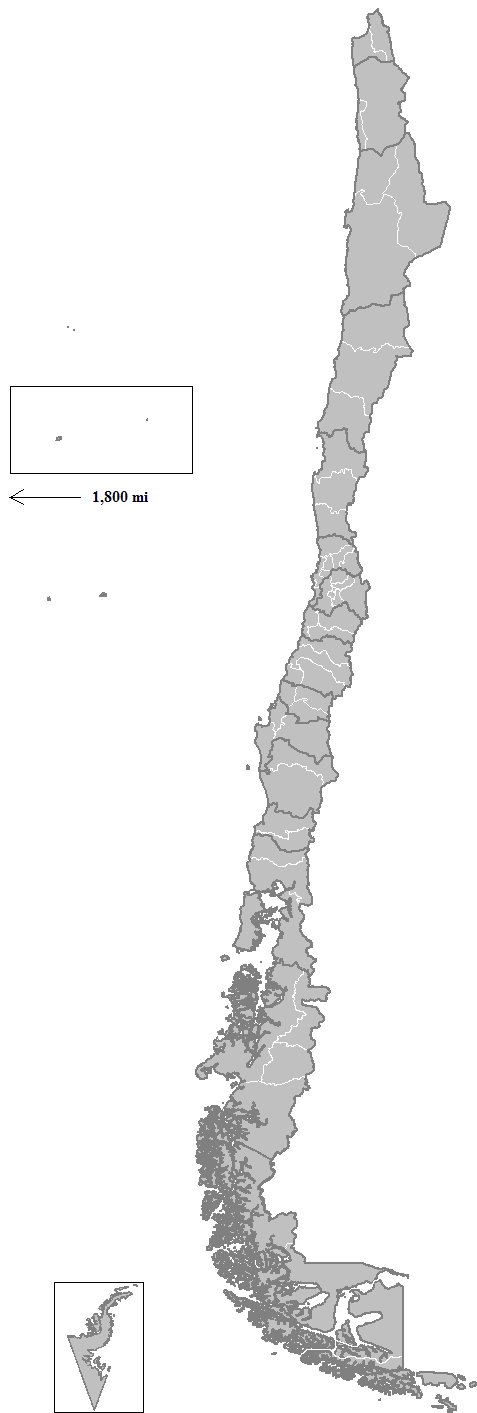
Provincies van Chili

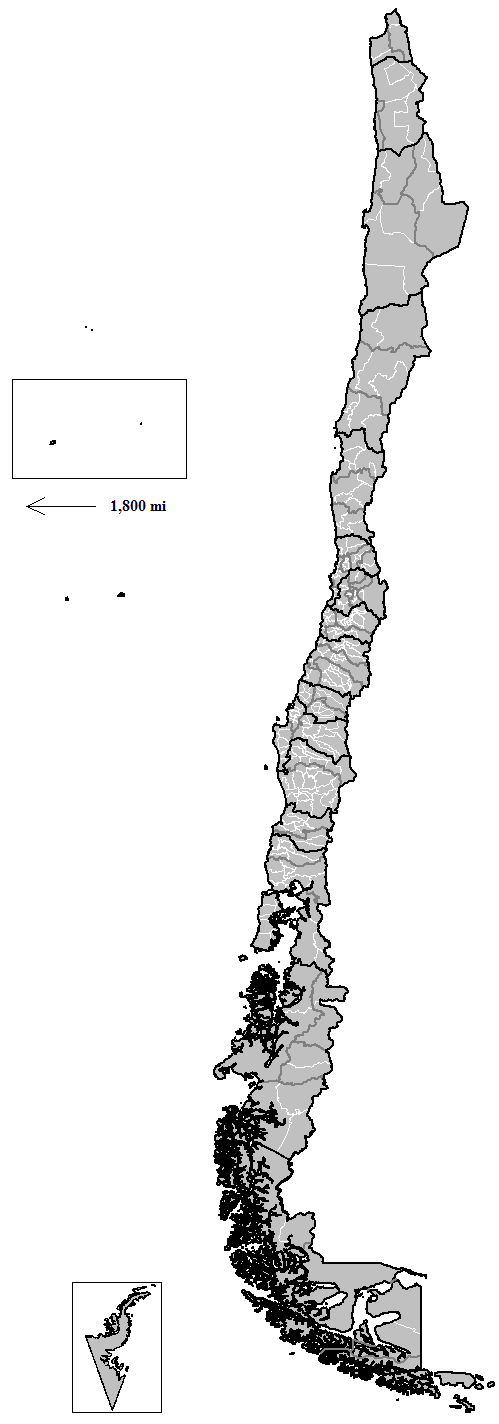
Gemeenten van Chili

Hoofdsteden van regio's zijn vet.
| Regio                             | Provincie                   | Hoofdstad       | Gemeenten |
| --------------------------------- | --------------------------- | --------------- | --------- |
| I Tarapacá                        | Iquique                     | Iquique         | 2         |
| I Tarapacá                        | Tamarugal                   | Pozo Almonte    | 5         |
| II Antofagasta                    | Antofagasta                 | Antofagasta     | 4         |
| II Antofagasta                    | El Loa                      | Calama          | 3         |
| II Antofagasta                    | Tocopilla                   | Tocopilla       | 2         |
| III Atacama                       | Chañaral                    | Chañaral        | 2         |
| III Atacama                       | Copiapó                     | Copiapó         | 3         |
| III Atacama                       | Huasco                      | Vallenar        | 4         |
| IV Coquimbo Hoofdstad = La Serena | Choapa                      | Illapel         | 4         |
| IV Coquimbo Hoofdstad = La Serena | Elqui                       | Coquimbo        | 6         |
| IV Coquimbo Hoofdstad = La Serena | Limarí                      | Ovalle          | 5         |
| V Valparaíso                      | Isla de Pascua (Paaseiland) | Hanga Roa       | 1         |
| V Valparaíso                      | Los Andes                   | Los Andes       | 4         |
| V Valparaíso                      | Marga Marga                 | Quilpué         | 4         |
| V Valparaíso                      | Petorca                     | Petorca         | 5         |
| V Valparaíso                      | Quillota                    | Quillota        | 5         |
| V Valparaíso                      | San Antonio                 | San Antonio     | 6         |
| V Valparaíso                      | San Felipe de Aconcagua     | San Felipe      | 6         |
| V Valparaíso                      | Valparaíso                  | Valparaíso      | 7         |
| VI O'Higgins                      | Cachapoal                   | Rancagua        | 17        |
| VI O'Higgins                      | Cardenal Caro               | Pichilemu       | 6         |
| VI O'Higgins                      | Colchagua                   | San Fernando    | 10        |
| VII Maule                         | Cauquenes                   | Cauquenes       | 3         |
| VII Maule                         | Curicó                      | Curicó          | 9         |
| VII Maule                         | Linares                     | Linares         | 8         |
| VII Maule                         | Talca                       | Talca           | 10        |
| VIII Biobío                       | Arauco                      | Lebu            | 7         |
| VIII Biobío                       | Biobío                      | Los Ángeles     | 14        |
| VIII Biobío                       | Concepción                  | Concepción      | 12        |
| IX Araucanía                      | Cautín                      | Temuco          | 21        |
| IX Araucanía                      | Malleco                     | Angol           | 11        |
| X Los Lagos                       | Chiloé                      | Castro          | 10        |
| X Los Lagos                       | Llanquihue                  | Puerto Montt    | 9         |
| X Los Lagos                       | Osorno                      | Osorno          | 7         |
| X Los Lagos                       | Palena                      | Chaitén         | 4         |
| XI Aysén                          | Aysén                       | Puerto Aysén    | 3         |
| XI Aysén                          | Capitán Prat                | Cochrane        | 3         |
| XI Aysén                          | Coyhaique                   | Coyhaique       | 2         |
| XI Aysén                          | General Carrera             | Chile Chico     | 2         |
| XII Magallanes                    | Antártica Chilena           | Puerto Williams | 2         |
| XII Magallanes                    | Magallanes                  | Punta Arenas    | 4         |
| XII Magallanes                    | Tierra del Fuego            | Porvenir        | 3         |
| XII Magallanes                    | Última Esperanza            | Puerto Natales  | 2         |
| RM Región Metropolitana           | Chacabuco                   | Colina          | 3         |
| RM Región Metropolitana           | Cordillera                  | Puente Alto     | 3         |
| RM Región Metropolitana           | Maipo                       | San Bernardo    | 4         |
| RM Región Metropolitana           | Melipilla                   | Melipilla       | 5         |
| RM Región Metropolitana           | Santiago                    | Santiago        | 32        |
| RM Región Metropolitana           | Talagante                   | Talagante       | 5         |
| XIV Los Ríos                      | El Ranco                    | La Unión        | 4         |
| XIV Los Ríos                      | Valdivia                    | Valdivia        | 8         |
| XV Arica y Parinacota             | Arica                       | Arica           | 2         |
| XV Arica y Parinacota             | Parinacota                  | Putre           | 2         |
| XVI Ñuble Hoofdstad = Chillán     | Diguillín                   | Bulnes          | 9         |
| XVI Ñuble Hoofdstad = Chillán     | Itata                       | Quirihue        | 7         |
| XVI Ñuble Hoofdstad = Chillán     | Punilla                     | San Carlos      | 5         |